# 126 Tauri
126 Tauri, som är stjärnans Flamsteed-beteckning, är en dubbelstjärna belägen i den västra delen av stjärnbilden Oxen. Den har en kombinerad skenbar magnitud på ca 4,84 och är svagt synlig för blotta ögat där ljusföroreningar ej förekommer. Baserat på parallaxmätning inom Hipparcosuppdraget på ca 5,1 mas, beräknas den befinna sig på ett avstånd på ca 600 ljusår (ca 190 parsek) från solen. Den rör sig bort från solen med en heliocentrisk radialhastighet av ca 22 km/s.

## Egenskaper
Primärstjärnan 126 Tauri A är en blå till vit underjättestjärna av spektralklass B3 IV. Den har en massa som är ca 6 solmassor, en radie som är drygt 4 solradier och utsänder ca 2 000 gånger mera energi än solen från dess fotosfär vid en effektiv temperatur på ca 17 900 K.
126 Tauri är en dubbelstjärna med en omloppsperiod av ca 111 dygn, där följeslagaren är en stjärna av magnitud 6,56.